# Pomacentrus chrysurus
Pomacentrus chrysurus är en fiskart som beskrevs av Cuvier, 1830. Pomacentrus chrysurus ingår i släktet Pomacentrus och familjen Pomacentridae. Inga underarter finns listade i Catalogue of Life.